# Neminem captivabimus
Neminem captivabimus ist ein Rechtsbegriff aus der polnisch-litauischen Geschichte und steht als Kurzform für „neminem captivabimus nisi iure victum“ (Lateinisch für „Wir sollen niemanden verhaften ohne ein Gerichtsurteil“).
In Polen-Litauen gehörte er zu den Grundrechten des Adels und besagte, dass kein Angehöriger der Szlachta ohne ein ordentliches Gerichtsverfahren und -urteil verhaftet oder bestraft werden konnte. Sein Zweck bestand zudem darin, jemanden entlassen zu können, der unrechtmäßig gefangen gehalten wurde. Neminem captivabimus hat jedoch nicht zwingendermaßen etwas damit zu tun, ob der Gefangene schuldig oder unschuldig ist, sondern nur, ob ein rechtmäßiger Prozess bezeugt werden kann.
Erlassen wurde dieses Privileg von König Władysław II. Jagiełło in den Gesetzen von Jedlnia (1430) und Krakau (1433) und blieb gültig bis zu den Teilungen Polens (1772 bis 1795). In denselben Gesetzen wurde auch festgelegt, dass die Krone kein Eigentum eines Angehörigen der Szlachta ohne richterliches Urteil konfiszieren dürfe. Der Repnin-Sejm von 1767 bis 1768 bestätigte Neminem captivabimus als unantastbares Kardinalrecht der Szlachta. Der Vierjährige Sejm von 1791 bis 1795 beschloss, dass dieses Privileg auch auf die Bourgeoisie und die Einwohner von Städten ausgedehnt werden sollte.